# Magdolna Csák
Magdolna Csák (Szolnok, 31 ottobre 1969) è un'ex cestista ungherese.

## Carriera
Con l'Ungheria ha disputato quattro edizioni dei Campionati europei (1991, 1993, 1997, 2001), vincendo una medaglia di bronzo.